# Volley Talmassons 2019-2020
Questa voce raccoglie le informazioni riguardanti il Volley Talmassons nelle competizioni ufficiali della stagione 2019-2020.

## Organigramma societario
Area direttiva
- Presidente: Ambrogio Cattelan

Area tecnica
- Allenatore: Ettore Guidetti
- Allenatore in seconda: Filippo Tonelli

## Rosa
| N° | Nome                  | Ruolo | Data di nascita  | Nazionalità sportiva |
| -- | --------------------- | ----- | ---------------- | -------------------- |
| 1  | Irina Smirnova        | O     | 10 aprile 1990   | Russia               |
| 2  | Jessica Joly          | S     | 6 gennaio 2000   | Italia               |
| 3  | Carlotta Petruzziello | O     | 14 agosto 2001   | Italia               |
| 4  | Sara Ceron            | C     | 4 luglio 1993    | Italia               |
| 5  | Sharon Cristante      | P     | 19 agosto 2001   | Italia               |
| 6  | Daniela Nardini       | C     | 18 dicembre 1982 | Italia               |
| 7  | Karin Barbazeni       | C     | 24 febbraio 1999 | Italia               |
| 9  | Irene Gomiero         | S     | 23 novembre 1990 | Italia               |
| 10 | Martina Stocco        | P     | 27 gennaio 2000  | Italia               |
| 12 | Aurora Poser          | S     | 26 maggio 1998   | Italia               |
| 14 | Sofia Pagotto         | S     | 20 giugno 2000   | Italia               |
| 15 | Francesca Cerruto     | L     | 24 agosto 1999   | Italia               |
| 16 | Genni Ponte           | L     | 20 agosto 1996   | Italia               |
| 17 | Kinga Hatala          | S     | 17 luglio 1989   | Polonia              |

## Risultati

### Serie A2

#### Regular season

##### Girone di andata
| 1ª giornata - 6 ottobre 2019 Palestra comunale, Talmassons              | Talmassons       | 1 - 3 | Cutrofiano           | 22-25, 18-25, 26-24, 27-29        |
| 2ª giornata - 13 ottobre 2019 Palazzetto dello sport, S. Giovanni in M. | Adolfo Consolini | 3 - 1 | Talmassons           | 25-18, 25-22, 22-25, 25-12        |
| 3ª giornata - 20 ottobre 2019 Palestra comunale, Talmassons             | Talmassons       | 3 - 1 | Montale              | 25-10, 20-25, 25-13, 26-24        |
| 4ª giornata - 26 ottobre 2019 Centro Pavesi, Milano                     | Club Italia      | 3 - 1 | Talmassons           | 25-20, 24-26, 25-22, 25-17        |
| 5ª giornata - 31 ottobre 2019 PalaCarnera, Udine                        | Talmassons       | 0 - 3 | Libertas Martignacco | 22-25, 21-25, 21-25               |
| 6ª giornata - 3 novembre 2019 PalaPaganelli, Sassuolo                   | Academy Sassuolo | 0 - 3 | Talmassons           | 22-25, 18-25, 13-25               |
| 7ª giornata - 10 novembre 2019 Palestra comunale, Talmassons            | Talmassons       | 2 - 3 | Hermaea              | 25-9, 17-25, 25-18, 22-25, 11-15  |
| 8ª giornata - 17 novembre 2019 PalaScoppa, Soverato                     | Soverato         | 3 - 2 | Talmassons           | 25-17, 25-19, 23-25, 23-25, 18-16 |
| 9ª giornata - 24 novembre 2019 Palestra comunale, Talmassons            | Talmassons       | 0 - 3 | Pinerolo             | 23-25, 19-25, 23-25               |

##### Girone di ritorno
| 10ª giornata - 1º dicembre 2019 PalaCesari, Cutrofiano                | Cutrofiano           | 2 - 3 | Talmassons       | 25-20, 22-25, 25-23, 23-25, 13-15 |
| 11ª giornata - 8 dicembre 2019 Palestra comunale, Talmassons          | Talmassons           | 1 - 3 | Adolfo Consolini | 13-25, 26-24, 22-25, 24-26        |
| 12ª giornata - 15 dicembre 2019 Palestra Magagni, Castelnuovo Rangone | Montale              | 2 - 3 | Talmassons       | 25-17, 25-21, 11-25, 20-25, 10-15 |
| 13ª giornata - 22 dicembre 2019 Palestra comunale, Talmassons         | Talmassons           | 2 - 3 | Club Italia      | 21-25, 25-22, 22-25, 25-18, 13-15 |
| 14ª giornata - 26 dicembre 2019 PalaCarnera, Udine                    | Libertas Martignacco | 3 - 2 | Talmassons       | 13-25, 25-15, 25-19, 18-25, 15-13 |
| 15ª giornata - 29 dicembre 2019 Palestra comunale, Talmassons         | Talmassons           | 3 - 1 | Academy Sassuolo | 19-25, 25-18, 25-20, 25-15        |
| 16ª giornata - 5 gennaio 2020 Geopalace, Olbia                        | Hermaea              | 3 - 2 | Talmassons       | 25-23, 25-19, 12-25, 19-25, 15-9  |
| 17ª giornata - 12 gennaio 2020 Palestra comunale, Talmassons          | Talmassons           | 1 - 3 | Soverato         | 21-25, 25-14, 14-25, 21-25        |
| 18ª giornata - 19 gennaio 2020 Palazzetto dello sport, Pinerolo       | Pinerolo             | 1 - 3 | Talmassons       | 23-25, 18-25, 25-21, 23-25        |

#### Pool salvezza

##### Girone di andata
| 1ª giornata - 9 febbraio 2020 Palestra comunale, Talmassons                 | Talmassons          | 0 - 3 | Helvia Recina | 26-28, 18-25, 16-25        |
| 2ª giornata - 16 febbraio 2020 PalaBellina, Marsala                         | Marsala             | 3 - 1 | Talmassons    | 21-25, 25-14, 25-21, 27-25 |
| 3ª giornata - 23 febbraio 2020 Palazzetto Sant'Antonio, Pontecagnano Faiano | Due Principati      | 3 - 1 | Talmassons    | 25-22, 25-19, 22-25, 25-18 |
| 4ª giornata - 11 marzo 2020 Palestra comunale, Talmassons                   | Talmassons          | -     | Roma Club     | annullata                  |
| 5ª giornata - 8 marzo 2020 PalaCollodi, Montecchio Maggiore                 | Montecchio Maggiore | -     | Talmassons    | annullata                  |

##### Girone di ritorno
| 6ª giornata - 15 marzo 2020 PalaFontescodella, Macerata     | Helvia Recina | - | Talmassons          | annullata |
| 7ª giornata - 22 marzo 2020 Palestra comunale, Talmassons   | Talmassons    | - | Marsala             | annullata |
| 8ª giornata - 29 marzo 2020 Palestra comunale, Talmassons   | Talmassons    | - | Due Principati      | annullata |
| 9ª giornata - 5 aprile 2020 Honey Sport City, Roma          | Roma Club     | - | Talmassons          | annullata |
| 10ª giornata - 11 aprile 2020 Palestra comunale, Talmassons | Talmassons    | - | Montecchio Maggiore | annullata |

## Statistiche

### Statistiche di squadra
| Competizione | Punti | In casa | In casa | In casa | In trasferta | In trasferta | In trasferta | Totale | Totale | Totale |
| Competizione | Punti | G       | V       | P       | G            | V            | P            | G      | V      | P      |
| ------------ | ----- | ------- | ------- | ------- | ------------ | ------------ | ------------ | ------ | ------ | ------ |
| Serie A2     | 21    | 10      | 2       | 8       | 11           | 4            | 7            | 21     | 6      | 15     |
| Totale       | -     | 10      | 2       | 8       | 11           | 4            | 7            | 21     | 6      | 15     |

G = partite giocate; V = partite vinte; P = partite perse

### Statistiche dei giocatori
| Giocatore       | Serie A2 | Serie A2 | Serie A2 | Serie A2 | Serie A2 | Totale | Totale | Totale | Totale | Totale |
| Giocatore       | P        | PT       | AV       | MV       | BV       | P      | PT     | AV     | MV     | BV     |
| --------------- | -------- | -------- | -------- | -------- | -------- | ------ | ------ | ------ | ------ | ------ |
| K. Barbazeni    | 16       | 43       | ?        | ?        | ?        | 16     | 43     | ?      | ?      | ?      |
| S. Ceron        | 21       | 144      | ?        | ?        | ?        | 21     | 144    | ?      | ?      | ?      |
| F. Cerruto      | 20       | 0        | ?        | ?        | ?        | 20     | 0      | ?      | ?      | ?      |
| S. Cristante    | 8        | 0        | ?        | ?        | ?        | 8      | 0      | ?      | ?      | ?      |
| I. Gomiero      | 21       | 287      | ?        | ?        | ?        | 21     | 287    | ?      | ?      | ?      |
| K. Hatala       | 17       | 200      | ?        | ?        | ?        | 17     | 200    | ?      | ?      | ?      |
| J. Joly         | 21       | 322      | ?        | ?        | ?        | 21     | 322    | ?      | ?      | ?      |
| D. Nardini      | 20       | 115      | ?        | ?        | ?        | 20     | 115    | ?      | ?      | ?      |
| S. Pagotto      | 6        | 6        | ?        | ?        | ?        | 6      | 6      | ?      | ?      | ?      |
| C. Petruzziello | 8        | 8        | ?        | ?        | ?        | 8      | 8      | ?      | ?      | ?      |
| G. Ponte        | 21       | 0        | ?        | ?        | ?        | 21     | 0      | ?      | ?      | ?      |
| A. Poser        | 15       | 51       | ?        | ?        | ?        | 15     | 51     | ?      | ?      | ?      |
| I. Smirnova     | 4        | 66       | ?        | ?        | ?        | 4      | 66     | ?      | ?      | ?      |
| M. Stocco       | 21       | 76       | ?        | ?        | ?        | 21     | 76     | ?      | ?      | ?      |

P = presenze; PT = punti totali; AV = attacchi vincenti; MV = muri vincenti; BV = battute vincenti